# Valentin Porte
Valentin Porte (Versailles, 7 settembre 1990) è un pallamanista francese, terzino o ala destra del Montpellier.

## Palmarès

### Club

#### Competizioni nazionali
- Coppa di Francia: 1

Montpellier: 2024-2025
- Trophée des champions: 1

Montpellier: 2018

#### Competizioni internazionali
- Coppa dei Campioni/EHF Champions League: 1

Montpellier: 2017-2018

### Nazionale
- Olimpiadi

 Tokyo 2020
 Rio de Janeiro 2016
- Mondiali

 Qatar 2015, Francia 2017
 Polonia-Svezia 2023
 Germania-Danimarca 2019
- Europei

 Danimarca 2014, Germania 2024
 Croazia 2018